# جوان سيدني
جوان سيدني (بالإنجليزية: Joan Sydney)‏ هي ممثلة أسترالية، ولدت في 5 سبتمبر 1936 بلندن في المملكة المتحدة.

## أعمال

### مسلسلات
- أكنتري براكتيس

## وصلات خارجية
- جوان سيدني على موقع IMDb (الإنجليزية)
- جوان سيدني على موقع ميوزك برينز (الإنجليزية)
- جوان سيدني على موقع قاعدة بيانات الفيلم (الإنجليزية)